# Honda Racing Corporation
Honda Racing Corporation, ofta förkortat HRC, är Hondas motorsportdivision som startades 1954. 
HRC är tillsammans med MV Agusta de mest framgångsrika fabrikerna inom roadracing genom tiderna. HRC utvecklar tävlingsmaskiner, förutom för roadracing, även för formel 1, IndyCar, trial och motocross.

## HRC:s fabriksstall
- Repsol Honda (MotoGP)

## HRC:s satellitstall
- Gresini Honda (MotoGP)
- Team LCR (MotoGP)
- JiR Team Scot (MotoGP)